# Hans-Georg Michalak
Hans-Georg Michalak (* 17. Mai 1924) war Handball- und Fußballtorwart in Magdeburg. 

## Sportliche Laufbahn
Michalak hatte bereits mit 18 Jahren seinen ersten sportlichen Erfolg, als er als Gastspieler beim Polizei-Sportverein Magdeburg Deutscher Meister im Feldhandball wurde. 1950 suchte die Fußballmannschaft der BSG Krupp Gruson Magdeburg (ein Vorläufer des 1. FC Magdeburg), die in der drittklassigen Landesliga Sachsen-Anhalt den Aufstieg anstrebte, einen neuen Torwart, da sich der bisherige Stammtorwart Horst Göbel nach Westdeutschland abgesetzt hatte. Michalak ließ sich überreden und hütete fortan das Tor der Magdeburger, die bereits in der ersten Saison mit dem neuen Torwart den Aufstieg in die DDR-Liga schafften. Bis 1959 spielte Michalak in der DDR-Liga, machte alle Namensänderungen seiner Mannschaft mit und wurde in der Stadt zur Torwartlegende. 1959, nun als Torwart des SC Aufbau Magdeburg, verhalf Michalak seiner Mannschaft zum zweiten Mal zu einem Aufstieg, diesmal in die höchste Spielklasse des DDR-Fußballs, der Oberliga. Er war inzwischen 35 Jahre alt, trotzdem stand er auch in der Oberliga noch in 14 Spielen im Tor. Danach wurde er von Wolfgang Blochwitz abgelöst und beendete Ende 1960 seine sportliche Laufbahn.